# Albert Lindstrand
Anders Olof Albert Lindstrand född 16 juli 1835 i Göteborgs garnisonsförsamling, Göteborg, död 28 april 1907 i Göteborgs domkyrkoförsamling, Göteborg, var en svensk musikdirektör.
Lindstrand tog redan vid 16 års ålder organistexamen och vid 18 år musikdirektörsexamen vid Musikkonservatoriet i Stockholm, öppnade 1859 i Göteborg en musikhandel, som vann anseende, och blev 1862 organist i Karl Johans församling där. Han verkade även som pianist och pianolärare samt komponerade och utgav (under märket Albertus) flera häften smärre instruktiva pianostycken. Han invaldes 1888 som associé av Kungliga Musikaliska Akademien. Lindstrand är begravd på Östra kyrkogården i Göteborg.